# Método de las potencias
En análisis numérico, el método de las potencias es un método iterativo que calcula sucesivas aproximaciones a los autovectores y autovalores de una matriz.
El método se usa principalmente para calcular el autovector de mayor autovalor en matrices grandes. En particular, Google lo emplea para calcular el PageRank de los documentos en su motor de búsqueda.
Para aplicar el método de las potencias se supone que la matriz A de n x n tiene n valores característicos {\displaystyle \lambda _{1},\lambda _{2},...,\lambda _{n}} con un conjunto asociado de vectores característicos linealmente independientes {\displaystyle (v^{(1)},v^{(2)},...,v^{(n)})}. Es más, se supone que A tiene exactamente un valor característico {\displaystyle \lambda _{1}} cuya magnitud es la mayor, por lo que {\displaystyle |\lambda _{1}|>|\lambda _{2}|\geq |\lambda _{3}|...\geq |\lambda _{n}|\geq 0}. El método converge lentamente y solo puede determinar uno de los autovectores de la matriz.

## El método
El método empieza por tomar cualquier vector {\displaystyle x_{0}}, que puede ser una aproximación inicial al autovector dominante o un vector escogido aleatoriamente. En cada paso k, se calcula {\displaystyle x_{k+1}={\frac {Ax_{k}}{\|Ax_{k}\|}}.} Entonces {\displaystyle x_{k}} converge normalmente al autovector de mayor autovalor.
Este método puede usarse también para calcular el radio espectral de una matriz, computando el cociente de Rayleigh
{\displaystyle {\frac {x_{k}^{\top }Ax_{k}}{x_{k}^{\top }x_{k}}}={\frac {x_{k+1}^{\top }x_{k}}{x_{k}^{\top }x_{k}}}.}